# Monique Angermüller
Monique Angermüller (Berlijn, 27 januari 1984) is een Duitse voormalige langebaanschaatsster. Ze was gespecialiseerd in de korte afstanden (500, 1000 en 1500 meter). Angermüller werd gecoacht door Joachim Franke.

## Biografie
Sinds het seizoen 2004-2005 neemt Angermüller regelmatig deel aan wereldbekerwedstrijden. Met haar collega-schaatssters Katrin Kalex en Lucille Opitz heeft ze eenmaal een bronzen medaille gehaald bij de ploegenachtervolging. Angermüller werd in 2002 in Collalbo zesde bij het WK Allround voor junioren. Op 26-jarige leeftijd maakte ze haar olympisch debuut bij de Olympische Winterspelen 2010 in Vancouver. Ze kwam uit op de onderdelen 500, 1000 en 1500 meter en behaalde hierbij respectievelijk een 11e, 22e en 11e plaats. Dat seizoen reed ze in Erfurt tijdens de wereldbekerwedstrijden de 1000 meter op haar naam. Negen keer werd ze Duits kampioene, maar op vlak voor de nationale kampioenschappen eind oktober 2014 maakte Angermüller bekend te stoppen met de schaatssport wegens aanhoudende knieklachten.

## Persoonlijke records
| Afstand    | Tijd    | Datum            | Baan           |
| ---------- | ------- | ---------------- | -------------- |
| 500 meter  | 38,08   | 21 januari 2012  | Salt Lake City |
| 1000 meter | 1.14,15 | 17 november 2013 | Salt Lake City |
| 1500 meter | 1.54,17 | 16 november 2013 | Salt Lake City |
| 3000 meter | 4.21,66 | 5 oktober 2013   | Erfurt         |

## Resultaten
| Jaar | NK Afstanden              | NK Sprint | WK Sprint | WK Afstanden                        | Olympische Spelen            | WK Junioren          |
| ---- | ------------------------- | --------- | --------- | ----------------------------------- | ---------------------------- | -------------------- |
| 2002 |                           |           |           |                                     |                              | 6e · achtervolging   |
| 2003 |                           |           |           |                                     |                              | 12e 6e achtervolging |
| 2006 | 4e 500m 5e 1000m          |           |           |                                     |                              |                      |
| 2007 |                           | Brons     |           |                                     |                              |                      |
| 2008 | 4e 500m 4e 1000m 4e 1500m |           |           | 13e 1000m 12e 1500m                 |                              |                      |
| 2009 |                           |           | 11e       | 11e 1000m 9e 1500m 5e achtervolging |                              |                      |
| 2010 |                           |           | DQ1       |                                     | 11e 500m 22e 1000m 13e 1500m |                      |
| 2012 | 1000m · 1500m             |           | NS3       |                                     |                              |                      |
| 2013 |                           |           |           | 4e achtervolging                    |                              |                      |
| 2014 |                           |           |           | 1000m val 24e 1500m                 |                              |                      |

DQ# = gediskwalificeerd op # afstand 
NS# = niet gestart op # afstand 